# ヒメウラナミジャノメ
ヒメウラナミジャノメ（姫裏波蛇目 Ypthima argus）は、チョウ目タテハチョウ科ジャノメチョウ亜科に分類されるチョウ。

## 特徴
金環の付いた、ひときわ目立つ蛇の目紋を翅に乗せる、茶色の小さなチョウ。この蛇の目紋は後翅裏に5つあるが、まれに6つから8つほど持つ個体もおり、そのためargusという学名を付された。argusとはギリシャ神話の神で、100の目を持つ巨人アルゴスに由来する。
近縁種ウラナミジャノメよりポピュラー。後翅表にある蛇の目紋がウラナミジャノメでは1つであるが、本種は2つ持つことで区別できる。

## 生活史
幼虫は、イネ科のススキ、チヂミザサなどを食草とする。越冬態は幼虫。
成虫は日本の北海道から屋久島までのほぼ全国に分布、春から秋の中ごろまで見られる。ほとんどどこでも見られるが、都心部にはいない。また、あまり暗すぎる林も好まないようである。